# Thomas Murray (remero, 1994)
Thomas Murray (conocido como Tom Murray; Blenheim, 5 de abril de 1994) es un deportista neozelandés que compite en remo.
Participó en dos Juegos Olímpicos de Verano, obteniendo dos medallas, oro en Tokio 2020, en la prueba de ocho con timonel, y plata en París 2024, en el cuatro sin timonel.
Ganó tres medallas en el Campeonato Mundial de Remo entre los años 2017 y 2023.

## Palmarés internacional
| Juegos Olímpicos   | Juegos Olímpicos          | Juegos Olímpicos  | Juegos Olímpicos   |
| Año                | Lugar                     | Medalla           | Prueba             |
| ------------------ | ------------------------- | ----------------- | ------------------ |
| 2020               | Tokio (Japón)             | Medalla de oro    | Ocho con timonel   |
| 2024               | París (Francia)           | Medalla de plata  | Cuatro sin timonel |
| Campeonato Mundial |                           |                   |                    |
| Año                | Lugar                     | Medalla           | Prueba             |
| 2017               | Sarasota (Estados Unidos) | Medalla de bronce | Dos sin timonel    |
| 2019               | Ottensheim (Austria)      | Medalla de plata  | Dos sin timonel    |
| 2023               | Belgrado (Serbia)         | Medalla de bronce | Cuatro sin timonel |